# Rareș Dumitrescu
Rareș Eugen Dumitrescu (ur. 24 października 1983 w Braszowie) – rumuński szablista, srebrny medalista olimpijski, trzykrotny medalista mistrzostw świata.
Na igrzyskach olimpijskich w Pekinie w 2008 roku był jedenasty w turnieju indywidualnym. Podczas rozgrywanych cztery lata później igrzysk olimpijskich w Londynie Rumuni w składzie: Tiberiu Dolniceanu, Rareș Dumitrescu, Alexandru Sirițeanu i Florin Zalomir zdobyli srebrny medal w zawodach drużynowych. Na tej samej imprezie zajął też czwarte miejsce indywidualnie, przegrywając walkę o brązowy medal z Rosjaninem Nikołajem Kowalowem 10:15. 
Na mistrzostwach świata w Antalyi w 2009 roku wspólnie z Tiberiu Dolniceanu, Florinem Zalomirem i Cosminem Hănceanu zdobył drużynowo złoty medal. Na tej samej imprezie zdobył też srebrny medal indywidualnie, przegrywając w finale z Niemcem Nicolasem Limbachem. Podczas rozgrywanych rok później mistrzostw świata w Paryżu Dumitrescu, Zalomir, Dolniceanu i Hanceanu wywalczyli brązowy medal drużynowo.
Zdobył też drużynowo: złoto na mistrzostwach Europy w Izmirze (2006), srebro na mistrzostwach Europy w Płowdiwie (2009) i mistrzostwach Europy w Legnano (2012) oraz brąz na mistrzostwach Europy w Zalaegerszeg (2005).
Triumfator prestiżowego turnieju O Szablę Wołodyjowskiego 2009.